# Diaolou

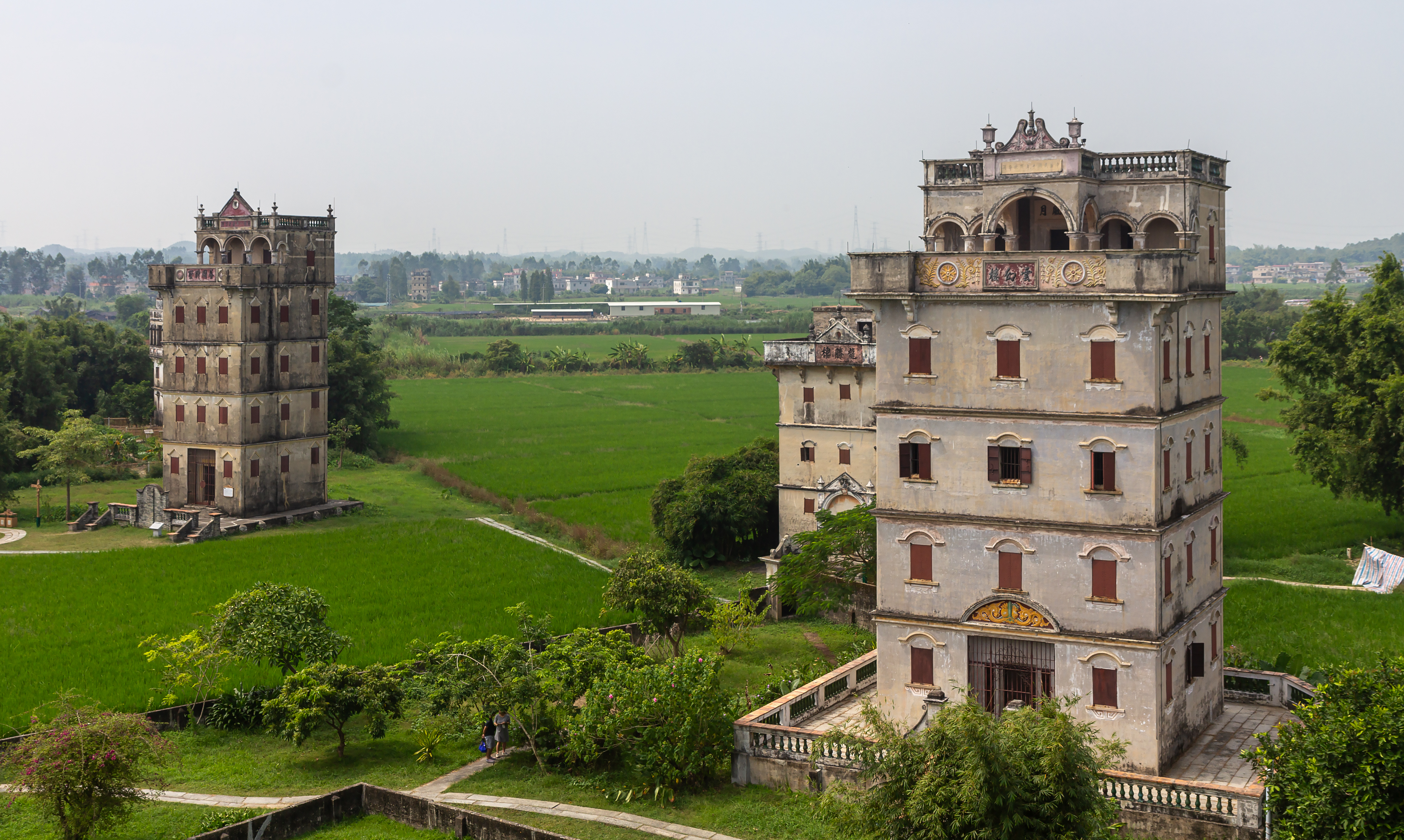
Diaolou w regionie Kaipingu

Diaolou (chiń. upr. 碉楼; chiń. trad. 碉樓; pinyin diāolóu) – wielopiętrowe budynki mieszkalne o charakterze obronnym, charakterystyczne dla powiatów Kaiping, Taishan, Xinhui i Enping w prowincji Guangdong, określanych w lokalnym dialekcie nazwą Sze Yup (chiń. 四邑; pinyin Sì Yì; dosł. „Cztery Powiaty”). Do czasów współczesnych przetrwało 1833 takich budynków.
Bezpośrednią przyczyną powstawania diaolou były niepokoje panujące na południu Chin. Bandy rabusiów, rebelie chłopskie i walki klanowe, przy braku pomocy ze strony słabego rządu centralnego, zmuszały miejscową ludność do organizowania samoobrony. W tym celu wspólnymi siłami wznoszono na wzniesieniach wysokie, wielopiętrowe budynki o charakterze obronnym. Pierwsze diaolou powstawały już w XVI wieku. Najstarszy tego typu budynek znajduje się we wsi Sanmen; został wzniesiony w latach 1520-1565 i ma wysokość 14 m. Początkowo diaolou wznoszono z kamienia lub ubitej ziemi. W okresie dynastii Qing podstawowym budulcem była cegła. 1648, czyli ponad 90% zachowanych do dziś diaolou powstało jednak w latach 1900-1931. Wznoszono je ze zbrojonego betonu, w stylu nawiązującym do architektury zachodniej. Ich budowę finansowali najczęściej chińscy emigranci z USA.
Diaolou poza swoją funkcją mieszkalną pełniły rolę magazynów i wież patrolowych. Grube mury, umocnione drzwi i okiennice oraz niewielkie otwory strzelnicze pozwalały na skuteczną obronę w wypadku najazdu bandytów. W środku znajdowały się klatki schodowe, a każda rodzina dysponowała jednym pomieszczeniem. Na dachach instalowano niekiedy armaty, w późniejszym okresie wyposażano także budynki w generatory prądu. Każda wieża miała swoją nazwę, pochodzącą zazwyczaj od nazwiska fundatora. Wpływy architektury zachodniej przenikające do Chin od końca XIX wieku sprawiły, że budowane wówczas diaolou są bogato zdobione kolumnami, galeriami na dachach czy kopułami.
Obecnie diaolou stanowią atrakcję turystyczną; część z nich jest wciąż zamieszkana, inne wykorzystywane są jako magazyny, kurniki czy śmietniki. W 2007 roku diaolou z regionu Kaipingu zostały wpisane na listę światowego dziedzictwa UNESCO.